# Sistema bibliotecario provinciale pratese
Il Sistema bibliotecario provinciale pratese consiste di 60 biblioteche; la Biblioteca Lazzerini di Prato svolge la funzione di Centro rete e coordina le biblioteche e i centri di documentazione del territorio.
Nato nel 2000 il sistema comprende le 7 biblioteche pubbliche dei comuni del territorio provinciale, 24 biblioteche specializzate e 29 scolastiche. Fa inoltre parte del Sistema la Biblioteca del Polo universitario di Prato. In tutte le biblioteche comunali del sistema è attivo il servizio di prestito cui il cittadino accede con un'unica tessera. Il sistema dispone di un catalogo collettivo liberamente accessibile online per la ricerca dei documenti in tutte le biblioteche afferenti.

## Biblioteche comunali
- Biblioteca comunale Alessandro Lazzerini
- Biblioteca comunale Prato Nord "Peppino Impastato"
- Biblioteca comunale Prato Ovest
- Biblioteca comunale Aldo Palazzeschi di Carmignano
- Biblioteca comunale Bartolomeo della Fonte di Montemurlo
- Biblioteca comunale Francesco Inverni di Poggio a Caiano
- Biblioteca comunale Franco Basaglia di Vaiano

## Biblioteche specializzate
- Biblioteca Roncioniana
- Biblioteca centro di scienze naturali
- Biblioteca del Centro di Documentazione Storico-Etnografica della Val Bisenzio e Montemurlo - Fondazione CDSE
- Biblioteca del Centro di studi sul classicismo
- Centro di Informazione e Documentazione / Arti Visive del Centro per l'Arte Contemporanea Luigi Pecci
- Biblioteca del Club Alpino Italiano - CAI sezione Emilio Bertini
- Biblioteca del Convitto nazionale Cicognini
- Biblioteca del Convento di San Niccolò
- Biblioteca del Seminario Vescovile
- Biblioteca della Confederazione Italiana Sindacati Lavoratori - CISL di Prato
- Biblioteca della Fondazione Teatro Metastasio
- Archivio di Stato di Prato
- Biblioteca dell'Archivio Fotografico Toscano - AFT
- Biblioteca dell'Archivio Storico Diocesano di Prato
- Biblioteca dell'Istituto di Studi Storici Postali "Aldo Cecchi"
- Biblioteca dell'Istituto Internazionale di Storia Economica Francesco Datini
- Biblioteca dell'Unione Italiana Sport per Tutti - UISP di Prato
- Biblioteca di scienze geo-ambientali e planetarie
- Biblioteca musicale Luciano Bettarini della scuola comunale di musica Giuseppe Verdi
- Biblioteca Polo universitario Città - PIN
- Biblioteca popolare Francesco Petrarca di Vernio
- Biblioteca provinciale di turismo e documentazione locale di Prato
- Casa del combattente
- Centro di documentazione della deportazione e resistenza
- Centro di documentazione La Nara
- Centro di Studi e Documentazione del CEIS di Prato
- Fondo dell'agenzia per le politiche minorili e familiari
- Biblioteca e Archivio del Museo del Tessuto
- Biblioteca della Camera di Commercio di Prato

## Prestito interbibliotecario provinciale
Il servizio di prestito interbibliotecario provinciale permette ai cittadini iscritti di usufruire del prestito dei documenti di tutte le biblioteche del sistema, il materiale viene ritirato gratuitamente presso la biblioteca dove viene effettuato la richiesta. Possono essere richiesti un massimo di 3 prestiti interbibliotecari contemporaneamente. 
Per documenti non ammessi al prestito possono essere consentite la consultazione o la fornitura di copie, secondo le limitazioni della biblioteca che possiede il documento.